# Parque Estadual Intervales
O Parque Estadual Intervales localiza-se no sul do Estado de São Paulo, entre os municípios de Ribeirão Grande, Guapiara, Sete Barras, Eldorado e Iporanga. Juntamente com o Parque Estadual Carlos Botelho, a Estação Ecológica do Xitué e o Parque Estadual Turístico do Alto Ribeira (PETAR) constituem a maior área contínua de mata atlântica do Brasil.

## História
Na Segunda metade do século XX, a Companhia do Incremento Rural do Altiplano Paulista CIRAP instalou-se na serra de Paranapiacaba a intenção de implantar um projeto agropecuário que não foi bem sucedido, perdendo suas terras para o Banco do Estado de São Paulo (BANESPA).  Esta instituição, visando o aproveitamento econômico da área, implementou obras de infra-estrutura como a construção de estradas, de uma pequena vila com saneamento básico (o espaço da atual Sede) e de bases de vigilância. Foi instalada na região da Sede, uma fábrica de beneficiamento de palmito. Apesar de existirem recursos minerais, o aproveitamento destes foi inexpressivo. Na década de 80, com a decretação da Área de Proteção Ambiental da Serra do Mar, a Fazenda Intervales foi a ela incorporada, passando para a administração da Fundação Florestal em 1987.
Em 8 de junho de 1995, o então governador de São Paulo, Mário Covas, assina o Decreto 40135/95, dando à reserva o status de Parque Estadual.

## Patrimônio Natural da Humanidade
Em conjunto com o PETAR (Parque Estadual Turístico do Alto Ribeira), o Parque Estadual Carlos Botelho e a Estação Ecológica Xitué recebeu da UNESCO o título de Patrimônio Natural da Humanidade. Estas áreas também fazem parte da Reserva da Biosfera da Mata Atlântica.

## Ecoturismo
Um dos pioneiros na implantação da visitação ordenada e controlada no Estado de São Paulo, o parque consolidou-se como referência na área de ecoturismo, importante alternativa de geração de renda que aproveita os atributos cênicos e paisagísticos dos ambientes naturais preservados.
Intervales tem várias atrações. Os visitantes podem fazer simplesmente uma pequena caminhada na beira de um lago,a chamada trilha auto guiada, que os levará a admirar o castelo de pedras,a capela de Santo Inácio, a espia, casa do artesão, entre outros atrativos que poderão ser visualizados, ou se aventurar por cavernas e cachoeiras, escolhendo entre mais de vinte trilhas monitoradas em meio à exuberante Mata Atlântica.
Os monitores que acompanham os frequentadores constituem uma atração à parte. Eles são da própria região e possuem um grande conhecimento prático sobre a fauna e a flora locais. Alguns são procurados com grande antecedência por pesquisadores e observadores de aves de outros países devido à grande facilidade para encontrar e identificar espécimes raros da fauna.
Intervales é a verdadeira Meca do geocaching mundial, recebendo geocachers de todo o mundo numa experiência inesquecível pra quem gosta dessa atividade.

## Localização
O parque localiza-se nos municípios de Ribeirão Grande e Iporanga - SP, o melhor roteiro para chegar ao parque para quem vem da capital do Estado de São Paulo é pela Rodovia Castelo Branco - SP 280, que deve ser percorrida até o km 129. Nesse ponto, entrar no acesso para Tatuí, seguindo pela SP 127 até Capão Bonito e, depois, pela SP 181 até Ribeirão Grande. A partir daí, percorrem-se 25 km por estrada de terra bem conservada até a entrada do parque.

## Galeria

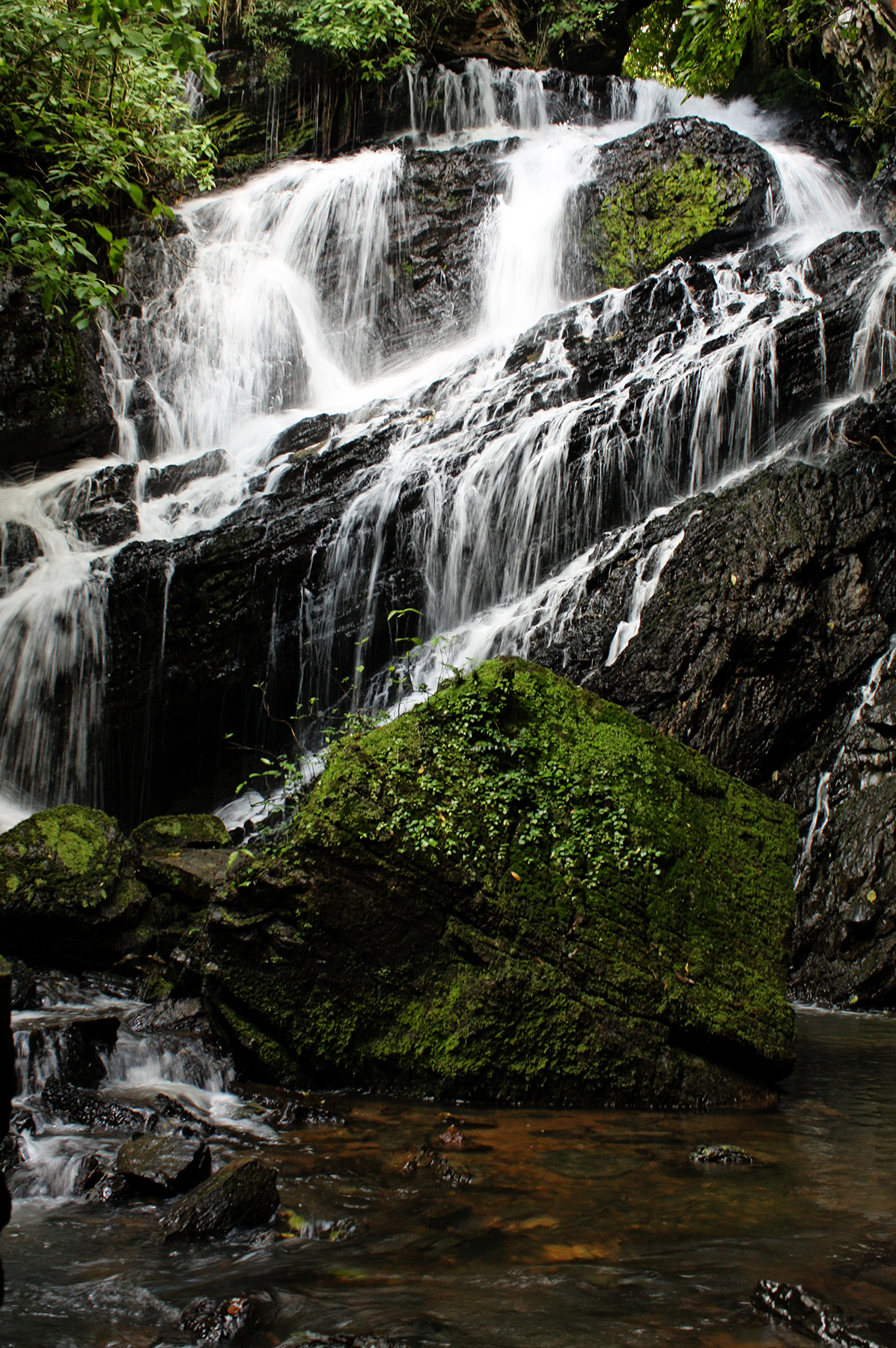
Cachoeira do Arcão
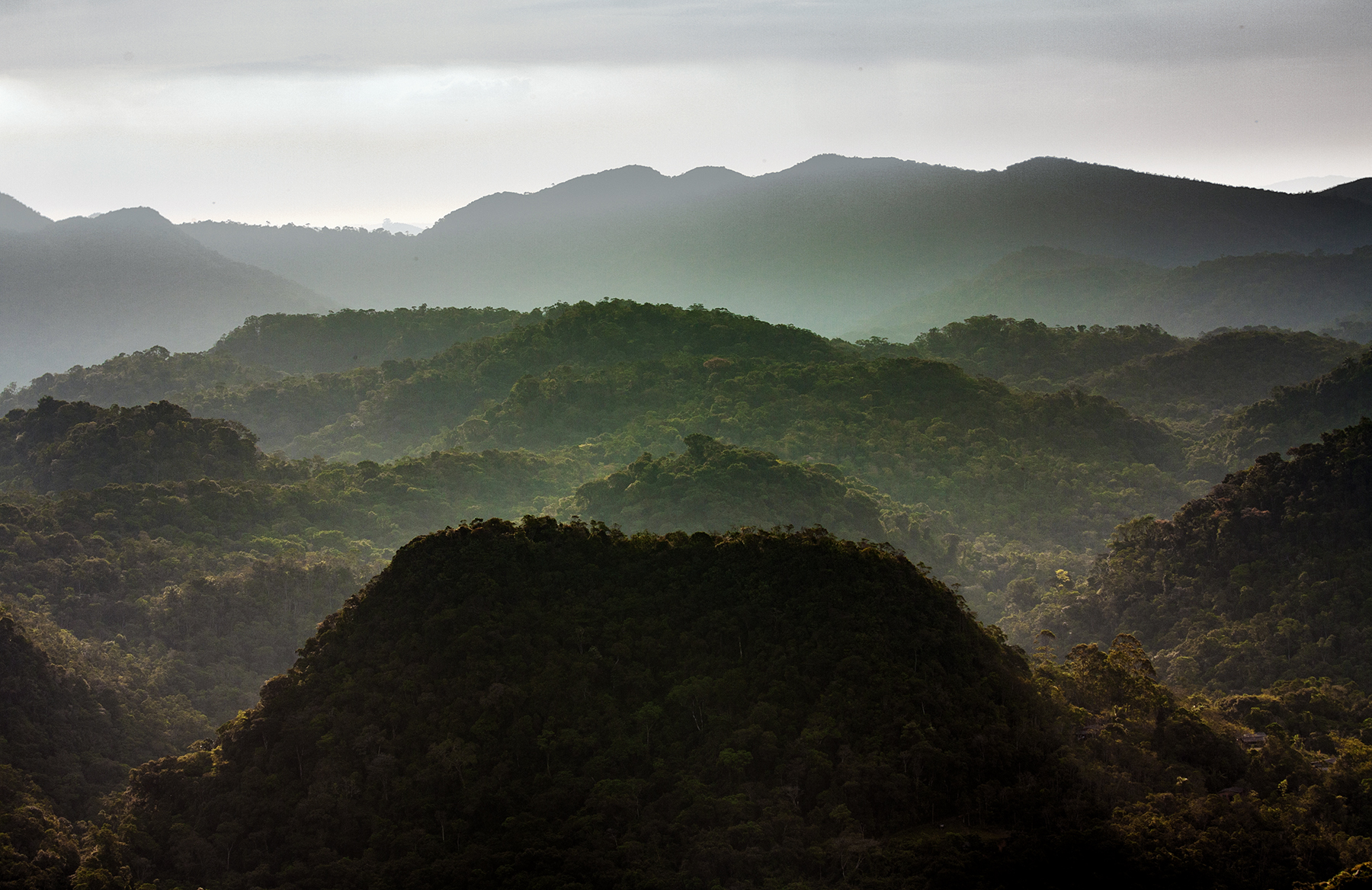
Vista do Mirante da Anta
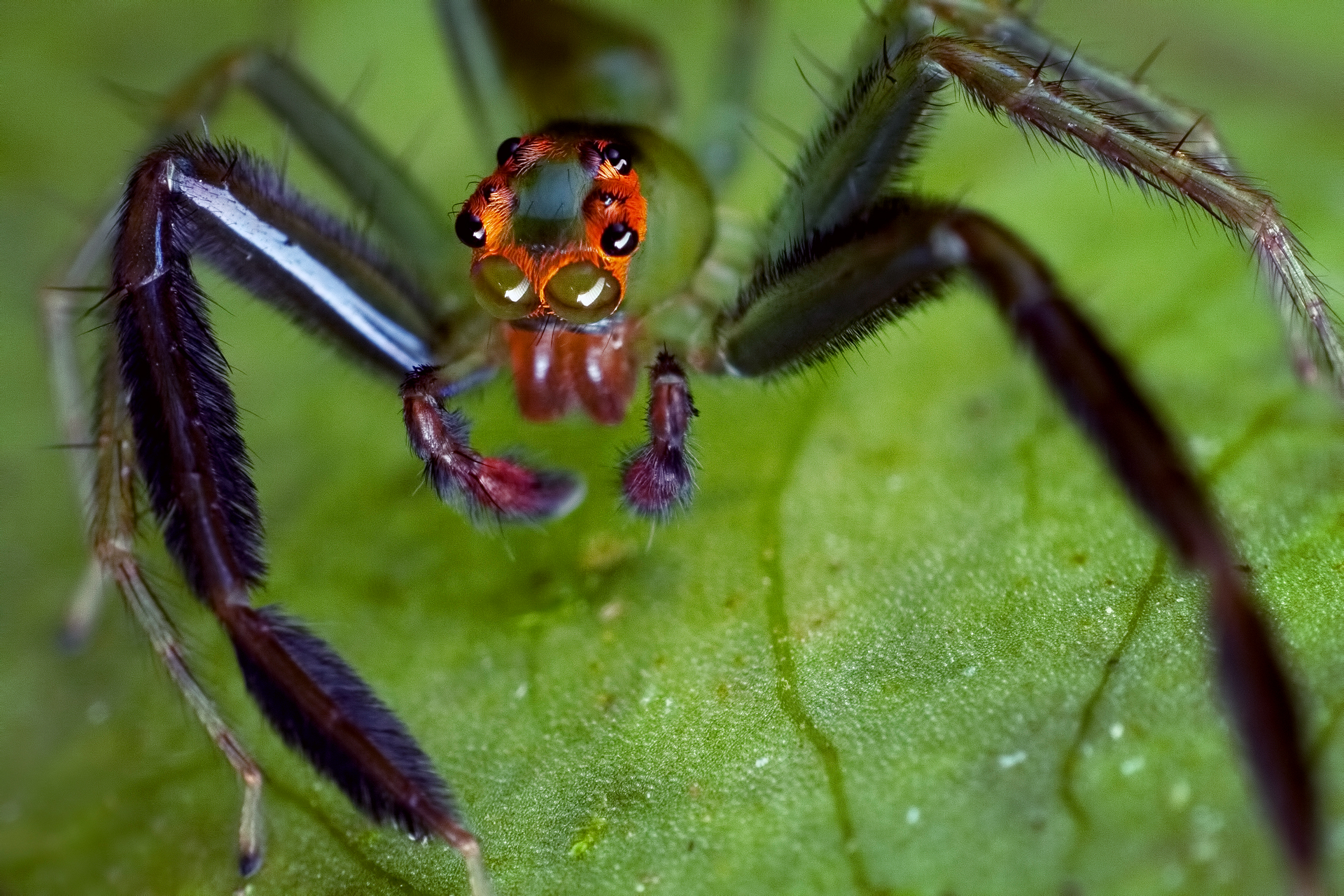
Aranha papa-moscas verde, Lyssomanes sp.
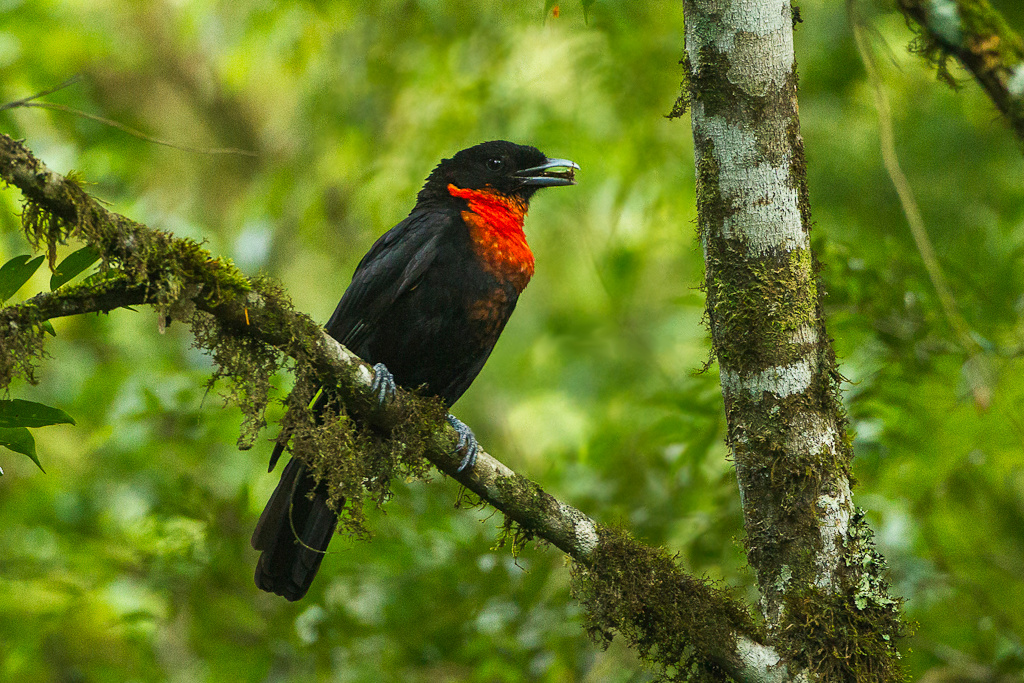
Pavó, Pyroderus scutatus
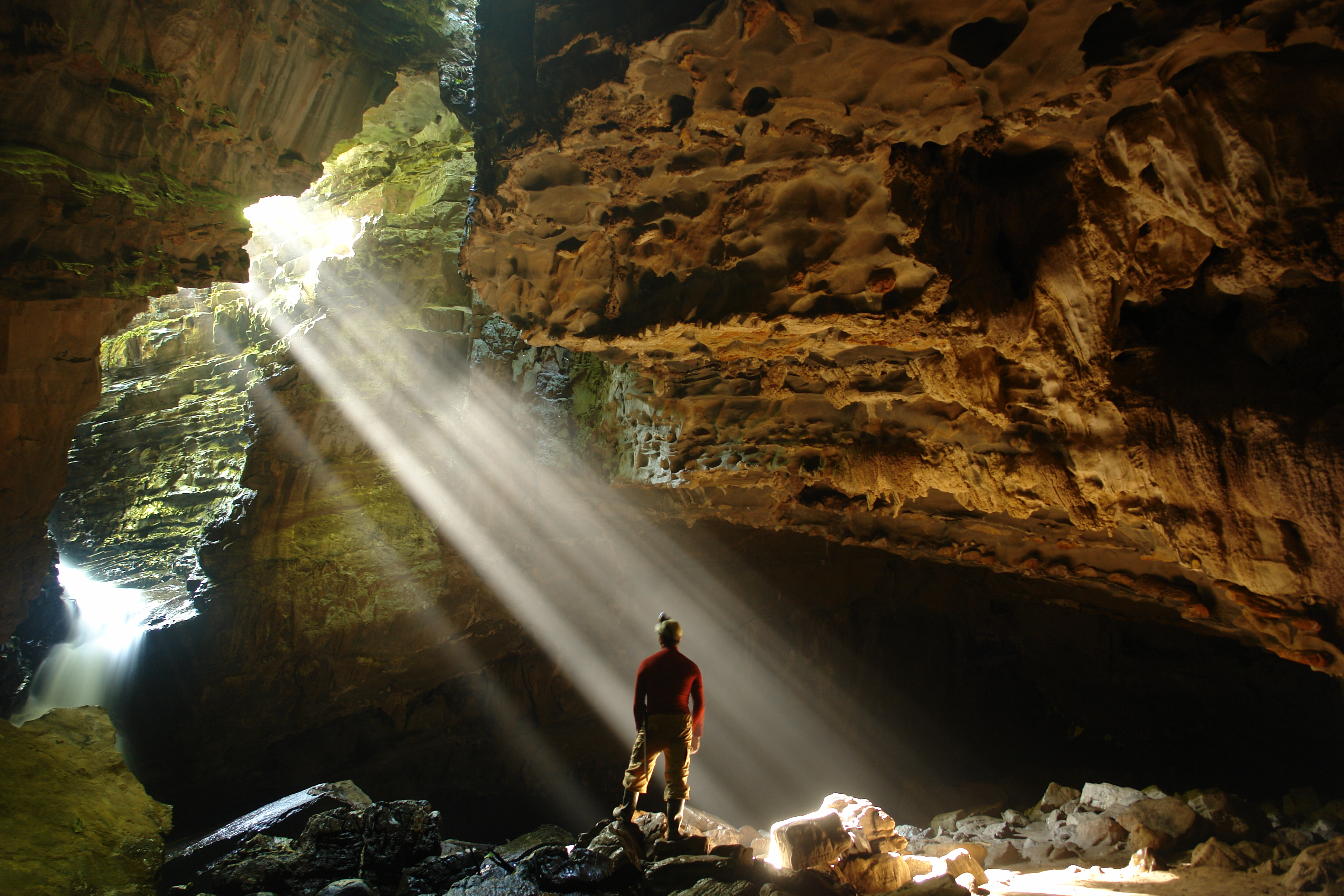
Caverna Luminosa
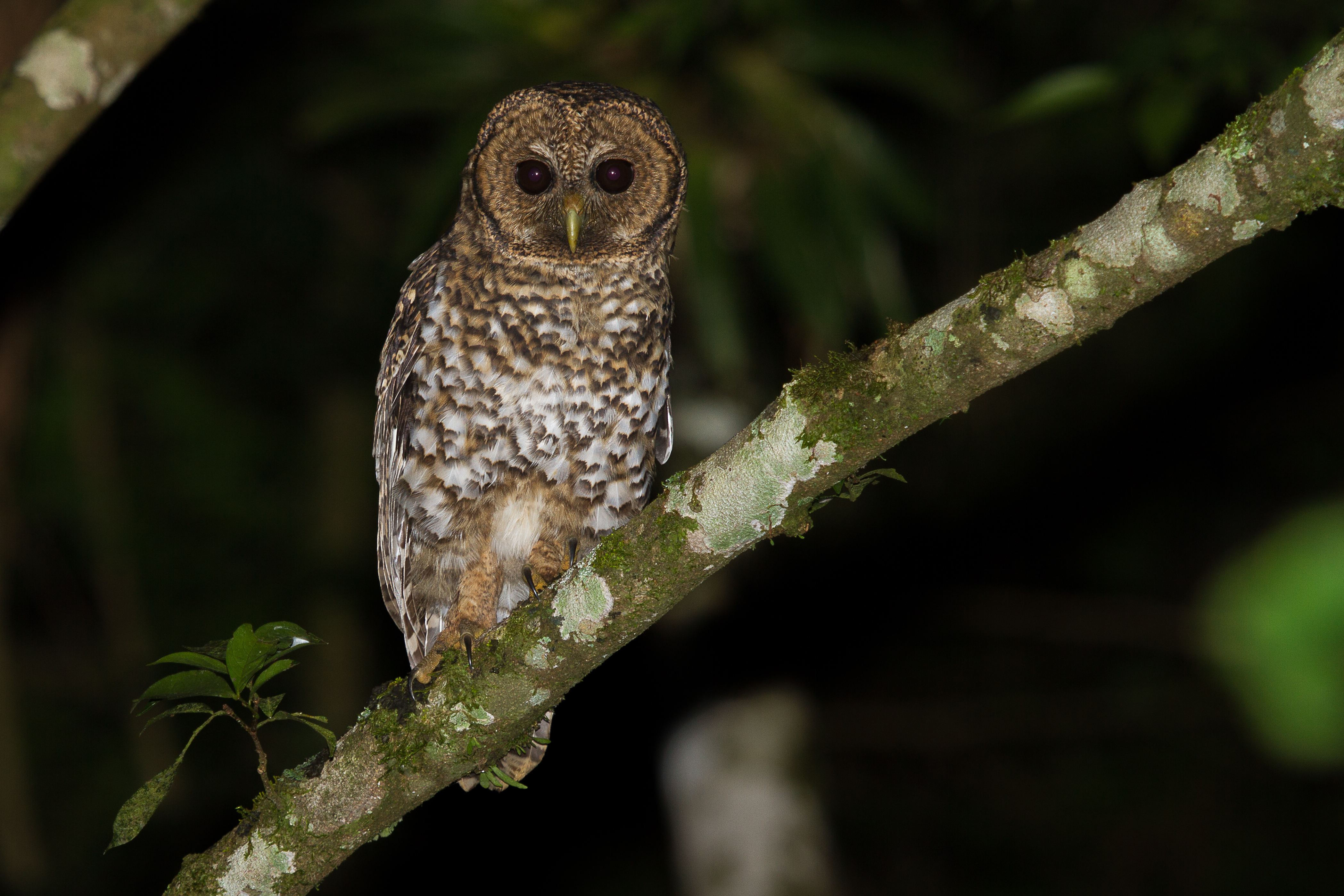
Coruja-listrada (Strix hylophila)
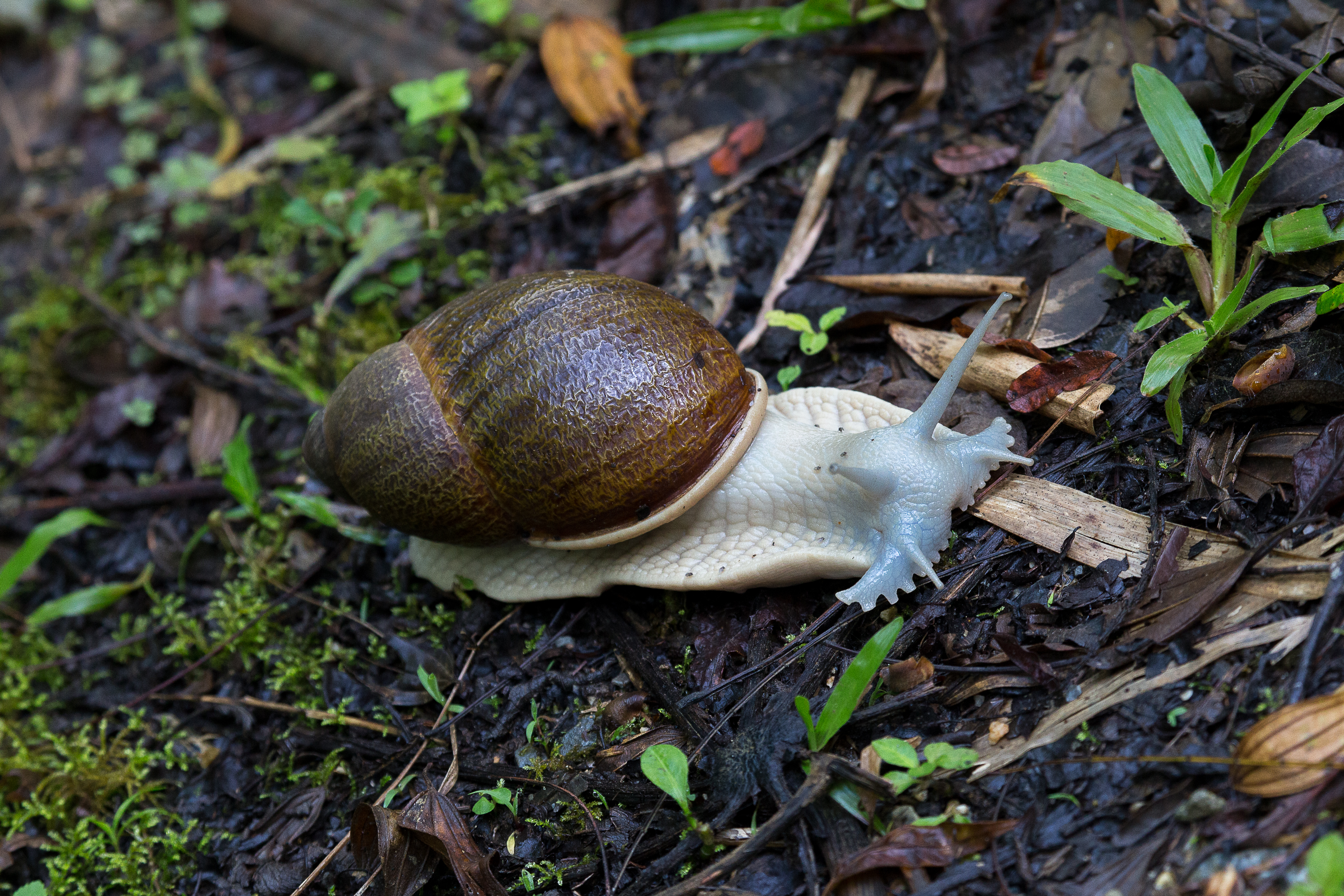
Caracol Megalobulimus dryades